# Marina Benedetti
Marina Benedetti (Milano, 11 maggio 1964) è una storica italiana del cristianesimo.

## Biografia
Nata a Milano l'11 maggio 1964, nel 1993 conseguì la laurea in storia all'Università degli Studi di Milano.
Nel 1996 conseguì il dottorato con tesi su Valdesi di fine Quattrocento nelle fonti della repressione.
Nel 2006 divenne professore associato di Storia della Chiesa medievale e dei movimenti ereticali.
In seguito divenne professoressa ordinaria di Storia del Cristianesimo all'Università di Milano.
Studiosa della persecuzione dell'eresia nel Medioevo, compresi i suoi paradossi, la prof. Benedetti ha approfondito anche l'eresia femminile.

## Opere
- Io non sono Dio. Guglielma di Milano e i Figli dello Spirito santo (Biblioteca Francescana, 1998)
- Donne valdesi nel Medioevo (Claudiana, 2007)
- Il «santo bottino». Circolazione di manoscritti valdesi nell'Europa del Seicento (Claudiana, 2007)
- Inquisitori Lombardi del Duecento (Edizioni di storia e letteratura, 2008)
- La valle dei valdesi. I processi contro Tommaso Guiot, sarto di Pragelato (Fondazione CISAM, 2013)
- I margini dell’eresia. Indagine su un processo inquisitoriale (Fondazione CISAM, 2013)
- Condannate al silenzio. Le eretiche medievali (Mimesis, 2017).
- Milano 1300. I processi inquisitoriali contro le devote e i devoti di Guglielma (Scheiwiller, 1999) (curatrice)
- Storia del cristianesimo, II: L’età medievale (secoli VIII-XV) (Carocci, 2015)
- con Tomaso Subini: Francesco da Assisi. Storia, arte, mito (Carocci, 2019).
- Medioevo inquisitoriale. Manoscritti, protagonisti, paradossi (Salerno, 2021).
- Eretiche ed eretici medievali (Carocci, 2023). (curatrice)